# 真聡
真聡（まさと）は、パソコン用アダルトゲームのブランドであるBasiL及びNavelの作品に登場する名物端役であり、1ゲームに1回必ずあるお披露目イベント（ヒロインがスカートをめくられる）の主役である。

## 概要
『Bless 〜close your eyes, open your mind.〜』で初登場。以後、BasiL、Navel、さらにNavelの姉妹ブランドであるLimeにおける多くの作品に登場する。そのため、作品によってキャラクターデザイン、声優は異なる。
年齢は6歳程度の男の子。主人公のそばにいるヒロインの後ろに忍び寄り、「おねえちゃん」と声をかけた後、スカートを思い切り捲る。彼に捲られるヒロインのパンツ（下着）は、いつも横縞の縞々模様である。またきれいな女性はすべて縞々のパンツを穿いているという考えの持ち主である。『俺たちに翼はない AfterStory』で真稔（まさとし）という弟がいることが明らかになった。
真聡はヒロインに「おねえちゃん、しましまだね」と声をかけ、パニック状態になったヒロインが「やめて」と懇願しても、「やだ」と拒否する。主人公が助けようとしたときになって母親が気づき、真聡のことを怒るが、彼は「だっておねえちゃん、きれいなんだもん」と悪びれる様子を見せない。母親はヒロインに謝り、二度としないように叱ると言うが、ヒロインはあまり叱らないでやってほしいと声をかける（ただし例外もある）。
この後のヒロインと主人公とのやり取りは様々であるが、BasiL作品では、ヒロインが恥ずかしそうに主人公に「見た？」と問いかける。主人公が「白地にピンクのストライプなんてまったく知りま……」と答えた瞬間、ヒロインは思い切りにらみつける。おびえた主人公は「なにも見ていない」を言い張り、ヒロインも「そうだよね」と返事をして去っていく。
BasiL作品では、声をかけられてから主人公の元をヒロインが去るまで、細かい言い回しを除き、やり取りや台詞は全く同一である。
BasiL作品ではいずれもまさとと平仮名表記であり、Navelの処女作である『SHUFFLE!』より漢字表記となった。しかし『Bless』では1箇所だけ、漢字で表記されている箇所がある。
初期の頃、お披露目イベントのヒロインはアルバイトをしているという縛りがあったが、後にそれはなくなっている。
時代、舞台、種族を問わずに登場するため、『俺たちに翼はない』では「多元世界の無邪気な旅人」、『Maximum Magic』では「エターナル・チャンピオン」・「ネーブルライムのゲームにおける真の主人公」と名付けられている。

## 登場作品
- Bless 〜close your eyes, open your mind.〜（BasiL）

初登場作品。喫茶店「ラ・パルティータ」で働いているウェイトレス観月華蓮が、主人公である仲原秀晃の目の前で捲られる。このときのパンツは白地にピンクのストライプ。
キャラクターデザインは西又葵。
- 21-Two One-（BasiL）

おまけシナリオ内において、総合病院内のカフェで働いているウェイトレス狭川翠が、主人公である霧島拓哉の目の前で捲られる。このときのパンツは白地にピンクのストライプ。
キャラクターデザインは西又葵。
- それは舞い散る桜のように（BasiL）

初めて音声が付いた。甘味屋「なが沢」でウェイトレスのアルバイトをしている星崎希望が、主人公である桜井舞人と舞人の保護者代理の佐伯和観、息子の和人の目の前で捲られる。このときのパンツは白地にピンクのストライプ。
主人公以外のキャラがいる前で捲られた初めてのケース。和観は楽しそうに「あらはー、勇気あるわねー、あの子供。」と語ってる。このスカートめくりがきっかけで、次に和人の幼馴染・水無月瑛ちゃんを加えて来店した際、希望に憧れる瑛ちゃんに対し和人が「1つだけ確認しないとまずいよ？」と言って立たせて背後に回り、舞人の目の前で瑛ちゃんのスカートを捲る。このときのパンツは純白。
キャラクターデザインは西又葵。声優は不明。（和人の声優は九条信乃）
- SHUFFLE!（Navel）

Navelでは初登場。喫茶店「フローラ」でウェイトレスのアルバイトをしているカレハが、主人公である土見稟と親友・時雨亜沙の目の前で捲られる。このときのパンツは白地にピンクのストライプ。過去の作品とは、ヒロインとのやり取りや母親の台詞が若干異なっている。主人公とは結ばれないサブヒロインが捲られたのは初めて（後にヒロインに昇格）。
スカート捲り後、亜沙に「なかなか絶景だったわよ～カレハ♪」とからかわれ、辱められる。
キャラクターデザインは鈴平ひろ。声優は不明。
PS2版である『SHUFFLE! ON THE STAGE』にも登場しているが、CEROレーティングの関係で、CGにパンツは描かれていない。
アニメ版にも登場。表記はマサトと片仮名。喫茶店フローラでデート中の主人公・土見稟とリシアンサスの目の前でスカートを捲られる。パンツは白地にピンクのストライプ。稟は顔を真っ赤にして見入ってしまう。
声優は後藤邑子。
- Soul Link（Navel）

西暦2045年秋の宇宙ステーション「アリエス」にいる民間人として登場。コーヒーを載せたトレイを運んでいた森崎七央が、相澤涼太の目の前で捲られる。このときのパンツは白地にピンクのストライプ。主人公がいない場面で捲られた初めてのケース（捲られたのは第1章であり、主人公は相澤秀平である）。
キャラクターデザインは鈴平ひろ。声優は星野みく。
PS2版である『Soul Link EXTENSION』にも登場しているが、CEROレーティングの関係で、CGにパンツは描かれていない。
アニメ版にも登場。声優は土谷麻貴。七央と永瀬沙佳が同時に捲られる。七央のパンツは白地にイエローのストライプ、沙佳のパンツは純白。悲鳴を上げ恥じらう沙佳に対し、あまり動じないながらとまどう七央。
- Tick! Tack!（Navel）

20年前の魔界が舞台であるため、耳が伸びた魔族マ＝サトとして登場。湖畔へ遊びに来ていたサイネリアが、土見稟の目の前で捲られる。このときのパンツは白地にブルーのストライプ。いつまでもスカートを離さないマ＝サトに対し、サイネリアは怒りを爆発させる。スカートを捲った相手に怒られた初めてのケース。また、ストライプの色がピンクでなかった初めてのケース。そして多くの大衆たちにパンツを見られた初めてのケース。悲鳴を上げ騒いだため、より多くの人々にパンツを見られてしまった。
キャラクターデザインは鈴平ひろ。声優は籐野らん。
- Really? Really!（Navel）

商店街で買い物帰りの時雨亜麻が、土見稟の目の前で捲られる。このときのパンツは白地に水色のストライプ。ロングスカートが捲られた初めてのケース。おねーちゃんと声をかけたのにおばさんですよと返されたため、首をひねっていた。商店街の真っただ中で捲られたため、多くの人たちに見られてしまった可能性がある。
キャラクターデザインは鈴平ひろ。声優は籐野らん。
なお同作品では、光陽学園付属時代の稟の同級生で「まさと」という子供の名前が出てくる。
- ね〜PON?×らいPON!（Navel Lime）

主人公の案内役であり、ネーブルガールズの見習いでもあるポンカンが子供たちと遊んでいる途中、主人公の目の前で捲られる。このときのパンツは白地にピンクのストライプ。スカートを捲られてから、主人公をにらみつけて忘れさせるまでの、BasiL作品で繰り広げられたやり取りが復活した。
キャラクターデザインは西又葵。声優は籐野らん。
- ノストラダムスに聞いてみろ♪（Lime）

Limeでは初登場。主人公・筑波那岐とのデートの途中で白山菊理のロングスカートが捲られる。このときのパンツは白地にブルーのストライプ。セーブタイトルは「待ちに待ってたこいつの出番」である。菊理はパンツを晒されながらも、容姿を褒められて喜んでいた。
キャラクターデザインはあきら。声優は籐野らん。
- 俺たちに翼はない〜Prelude〜（Navel）

「ある日の狩男」シナリオ内で、洋食レストラン「アレキサンダー」にコーヒー豆を買いに来た羽田小鳩が捲られる。このときのパンツは白地にオレンジのストライプ。「しましまパンツ～しましまパンツ～♪」と歌い出し、小鳩ちゃんを辱めて泣かせてしまう。スカートが捲られたとき、真聡以外の男性が周囲にいなかった初めてのケース。また母親に殴られた初めてのケース。そして被害者を泣かせてしまった初めてのケース。
キャラクターデザインは西又葵。声優は籐野らん。
- 俺たちに翼はない（Navel）

洋食レストラン「アレキサンダー」で、ウェイトレスをしていた望月紀奈子が主人公千歳鷲介の目の前で捲られる。このときのパンツは苺模様で縞々ではなかったため、真聡は捲ったスカートを握ったまま「しましまじゃない」と泣き叫んでいた。また、初めてエンドクレジットに名前が出た。
キャラクターデザインは西又葵。声優は籐野らん。
- Maximum Magic（Lime）

テミスルート終盤リズヴァーン中央公園で、キスをした後にうっとりと惚けていたテミス・ベードが主人公ジード・ハマルの目の前で捲られる。このときのパンツは白地に青のストライプ。作品内のファンタジーな設定にあわせて名前が変わることはなく真聡のまま登場となった。
お約束台詞の「子供の他愛ないイタズラですので〜」は、捲られたテミスがテンパっていたためジードから発せられた。
今回は武勇伝が明かされ、『Soul Link』では主人公たちがちいさなスペースステーション（アリエス）で戦っている最中、表で戦艦四隻を沈める大活躍だったとか。
キャラクターデザインはあきら。声優は不明。
- 俺たちに翼はない AfterStory（Navel）

「その後のヨージ」シナリオ内で、洋食レストラン「アレキサンダー」に来店した高内昌子がヨージの前で捲られる。このときは白地に青のストライプ。「聖なる日の狩男」シナリオ内でも、しましまパンツの気配を感じ取って登場するが、このときはしましまパンツをはいている人（美咲と思われる）がいなかったため、未遂で終わっている。
さらに弟である真稔（まさとし）も登場。「聖なる日の狩男」シナリオ内で真聡が退場した後、洋食レストラン「アレキサンダー」に林田美咲に連れられて来店した高内昌子が捲られる。このときのパンツは黒のレースつき。真稔は真聡と違ってしましまでないパンツを喜ぶ傾向にあるようで、黒レースをはいていた高内に対して「わーいわーい、しましまじゃないパンツ〜」と喜びを表している。
スカートを捲った真稔はその後高内から反撃を、真聡は母親から一撃を受けている。
キャラクターデザインは西又葵。声優は真聡、真稔ともに籐野らん。
- 世界征服彼女（Navel）

海岸で服部征人と話をしていた古奈菜子が被害に遭う。今回はスカートではなく、菜子は穿いていたジャージをずり下ろされている。このときのパンツは白地にグリーンのストライプ。
キャラクターデザインは西又葵。声優は籐野らん。
- 俺たちに翼はないR（Navel）

洋食レストラン「アレキサンダー」に客として来ていた林田美咲がスカートを捲られる。このときは白地に黄のストライプ。すごい勢いで階段を駆け下りて「おねーえ！ちゃんっ！」と叫びながらスカートを捲り、「おねえちゃんしましまだね！おねえちゃんしましまだね！」と何度も連呼して辱める。真聡はAfterStoryの時から狙っていたようで、ようやく捲ることができたとはしゃいでいた。
キャラクターデザインは西又葵。声優は籐野らん。
同封されているアニメでは、浴衣姿の望月紀奈子が猿の「マサト」に浴衣を捲り上げられる。このときのパンツは白地にピンクのストライプ。「マサト」は猿語で「しましま！」「しまパン」と連呼して大はしゃぎ。
- SHUFFLE! エピソード2 神にも悪魔にも狙われている男（Navel）

喫茶店「喫茶ビスマス」でウェイトレスとして働くサブキャラクターのシトリンが、主人公の相生頼斗がメインヒロインの一人で後輩の木下きららと共に店を訪れた際に、頼斗たちの目の前でスカートを捲られる（「きららは見てください！男のファンタジーですよ！」などと言ってはしゃいでいた）。この時は白と水色のストライプ。「お姉さん、シマシマなんだね♪」と喜ぶ真聡に対してシトリンは笑顔でやんわりと対応していた（ただし視線も声も全く笑っていなかった）。
頼斗は「シトリンのパンツが見れてラッキーでしたね」などと言うきららにツッコミを入れたりしながら落ち着いて見てしまっていた。その後、親は何やってんだと頼斗が呆れていた所に母親がトイレから戻って来た。犯行理由は「お姉ちゃんが綺麗だったから」。シトリンが超のつく現実主義者だったことと他の客がいる仕事中だったこともあり、本人は大目に見てもらえた模様。
この後、シトリンは頼斗ときららに対してなぜ止めてくれなかったかと怒るが、きららに「あまりに美しい光景に見惚れてしまった♪」とからかわれ、頼斗にも見られたことを知ると「今すぐ御破産にして記憶から消去してください！」と恥ずかしそうに怒りながら厨房へ引っ込んで行ったが、頼斗の脳内にはしばらくシトリンのパンツが焼き付いてしまっていた。
前作同様、一緒に見ていたヒロインにからかわれ辱められるケース。
キャラクターデザインは西又葵。声優は籐野らん。
- Princess×Princess（Navel）

公園で麻梨＝オブシウスが主人公の相生頼斗やリシア、セレナ、虎次郎の前でスカートを捲られる。このときのパンツは白地に青のストライプ。「お姉ちゃん！奇麗な色だね！」と喜ぶ真聡に対して麻梨は最初こそ驚きのあまり悲鳴を上げ羞恥の表情を見せていたが、その後余裕の態度で対応している。
頼斗は心の中で「男のファンタジー」と、虎次郎は麻梨の背後をとったこと、普通なら麻梨の巨乳に食いつくのに胸に見向きもせずスカート捲りにいったことを評価している。虎次郎が麻梨の名誉のためと目を逸らしたのに対し、頼斗は終始、がっつりガン見してしまう。
ガン見してしまったことで他の女性陣から責められるが、麻梨からは「大丈夫だよ、相生くんにならぁいくら見られたって」と許してもらえる。
キャラクターデザインは西又葵。声優は籐野らん。

## 備考
- 初登場である『Bless』のシナリオを務めたあごバリアの『Stellar☆Theater』（Rosebleu）では、ヒロインのスカートを下ろしてしまった「まさき」が登場する。このときのパンツは青地に白の水玉模様。被害者は姫ノ宮輝夜。
- そのRosebleuの『Tiny Dungeon』シリーズでは、女版真聡的存在のアミア＝ルゥムというスカートめくりキャラが大暴れしている。シリーズ毎に人族。竜族・神族・魔族のヒロインのスカートをめくったりズボンを下ろしたりして主人公にサービスしてくれる。
- 『SHUFFLE! Love Rainbow』と『ぺたぺた』には、真聡は登場しない。